# りそな信託銀行
りそな信託銀行株式会社（りそなしんたくぎんこう、Resona Trust & Banking Co., Ltd.）は、かつて存在したりそなグループの信託銀行。

## 概要
2001年に大和銀行が他の金融グループにあわせる形で信託部門の一部を分社。信託業を兼営し、法人向けの企業年金業務で圧倒的な強さを持っていた旧大和銀行の年金関連業務を主要業務としてきた。信託業代理や資本金積み増しのために、一時地方銀行や仏系大手金融機関クレディ・アグリコルw:Crédit Agricoleから資本を受け入れ、りそなホールディングスの持株比率は80%弱となったが、グループへの統合効果を図るために買戻され、2005年3月に完全子会社に戻った。
2009年4月1日、大和銀行改めりそな銀行に吸収合併され、ヨリを戻す形となった。ホールセール専門のために個人口座は存在しなかった。

## 沿革
- 2001年（平成13年）12月10日 - 大和銀信託銀行が大和銀行（現：りそな銀行）の子会社として設立。
- 2002年（平成14年）
  - 2月25日 - 株式会社大和銀ホールディングス（現：りそなホールディングス）の子会社となる。
  - 10月1日 - あさひ信託銀行（あさひ銀行の信託子会社）が、一部業務を大和銀信託銀行に譲渡した上で、大和銀行に合併。
  - 10月15日 - りそな信託銀行株式会社に商号変更。
- 2005年（平成17年）3月 - りそなホールディングスの完全子会社化。
- 2009年（平成21年）4月1日 - 株式会社りそな銀行に合併し解散。